# 王子戲院

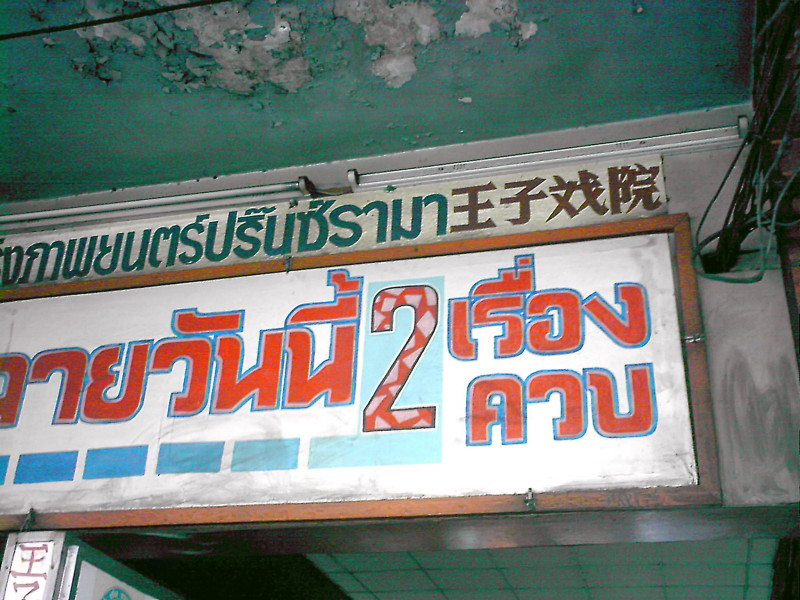
石龍軍路的王子戲院之招牌

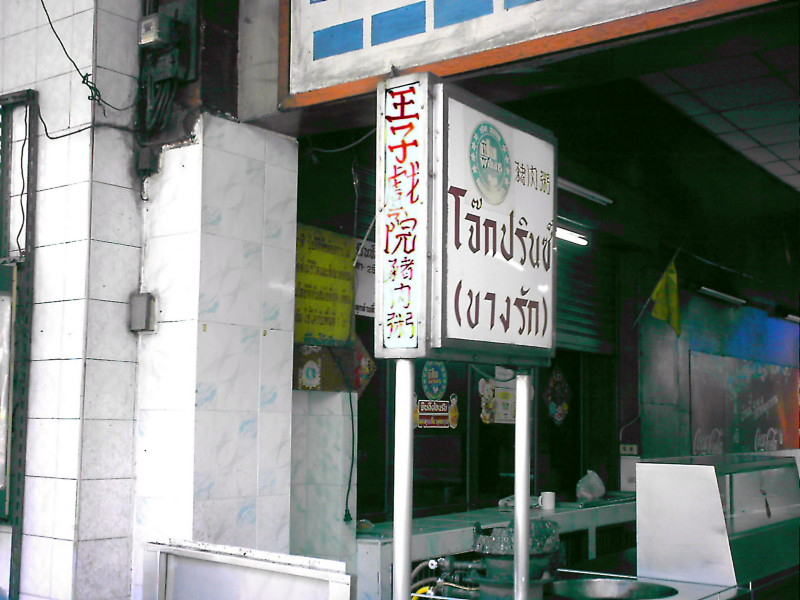
王子戲院入口的豬肉粥檔

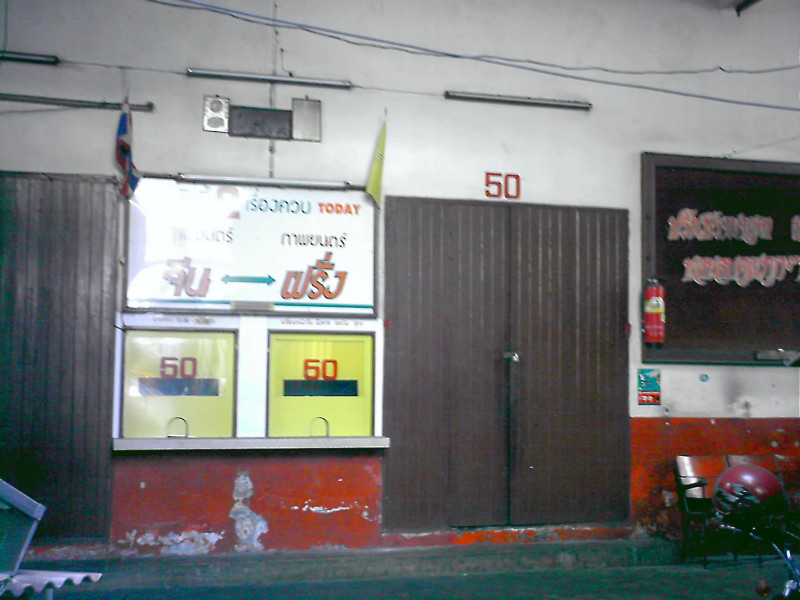
王子戲院的放映室

王子戲院位於泰國的首都曼谷之挽叻縣的石龍軍路，鄰近是隆路及「上橋社 Soi Si Wiang」。

## 建築及周圍環境
- 單層混凝土建築，設有三邊門。
- 沒有空氣調節機，只有電風扇降溫。
- 被「上橋社」及「谷界社」的民房包圍，四周有許多居民使用粵語及汉语。
- 正門入口有一廣東女子開設的豬肉粥檔。

## 營業時間
- 每天中午12時至晚上8時。

## 票價
- 2009年4月時的票價為60泰銖，可看兩齣電影。

## 公共交通
- 曼谷集體運輸系統，架空電車，是隆線，鄭皇橋車站。

## 外部連結
- 王子戲院的照片 （页面存档备份，存于） (泰文)
- 王子戲院的照片 (英文)
- 在2009年4月拍攝的王子戲院之影像 （页面存档备份，存于）